# Bundesstraße 54n
De Bundesstraße 54n loopt vanaf knooppunt Olpe-Süd en loopt de B54n parallel langs de B54 in de richting van het centrum van Siegen. De weg loopt tot Siegen-Europlatz. Bij Siegen-Rinsenau loopt een aparte weg naar de A45.
Deze weg is een onderdeel van Hüttentalstraße. Deze route loopt over de B54, B54n, B62, B62n.